# Central tèrmica de Castelló
La central tèrmica de Castelló és una instal·lació termoelèctrica de cicle combinat situada a la ciutat de Castelló de la Plana, més concretament al seu districte marítim o Grau. És propietat d'Iberdrola i consta de dos grups tèrmics, denominats genèricament Castelló 3 i Castelló 4, amb una potència de 800 MW i 850 MW, respectivament, alimentats amb gas natural.

## Característiques
La central de Castelló va començar a funcionar amb dos grups de cicle convencional denominats I i II, engegats per Hidroeléctrica Española el 1972 i 1973, respectivament, que funcionaven amb fueloil i sumaven una potència de 1.080 MW. La silueta de les seves dues xemeneies al costat del Mar Mediterrani es va convertir en un dels símbols del Grau. A partir de l'any 2000, Iberdrola va decidir la substitució d'aquests dos grups per uns altres dos de cicle combinat a gas natural, el Grup 3, que va començar a funcionar el 2002, i el Grup 4, el 2008. Entre tots dos, la seva producció és d'1.650 MW.
Així mateix, Iberdrola va anunciar la seva intenció d'ampliar la central amb un tercer cicle combinat d'1.100 MW de potència, Castelló 5, que té previst posar en funcionament el 2011, a construir en les antigues instal·lacions desmantellades.

## Operador
La tèrmica de Castelló està operada al 100% per la seva propietària, l'empresa Iberdrola.